# Návsí
Návsí (polsky Nawsie, německy Nawsy) je obec v okrese Frýdek-Místek v Moravskoslezském kraji. Žije zde přibližně 3 900 obyvatel. Sousedními obcemi sídla jsou Dolní Lomná, Nýdek, Bocanovice, Milíkov, Písek, Hrádek, Jablunkov a Visla.

## Historie
První písemná zmínka o Návsí pochází z roku 1435. Pod názvem Návsí se ves v pramenech objevuje poprvé v roce 1577 v urbáři těšínské komory.

## Části obce
Základní sídelní jednotky.
- Návsí
- Jasení (Návsí)
- Pod Stožkem (Návsí)

## Obyvatelstvo

V roce 1910 počet domů byl 264 a počet obyvatel 2249, z toho 2188 bydlelo v obci trvale. Z toho 2114 (96,6 %) bylo polsky, 62 (2,8 %) německy a 12 (0,5 %) česky mluvících. Rozdělení podle náboženství bylo následující: 783 (34,8 %) katolíků, 1449 (64,4 %) protestantů, 174 (0,8 %) z jiné církve. Podle sčítání lidu v roce 2011 zde žilo v 928 domech trvale 3743 osob, z toho 1896 žen. Celkem 2 225 občanů se hlásilo k české národnosti, 714 k polské, 76 ke slezské, 49 ke slovenské, 26 k moravské a 1 k ukrajinské. Žilo tu 827 římských katolíků, 588 slezských evangelíků a 427 věřících hlásících se k jiné církvi či náboženské společnosti. 272 věřících se nehlásilo k žádné církvi či náboženské společnosti. 388 bylo bez náboženské víry.
| Rok            | 1869  | 1880  | 1890  | 1900  | 1910  | 1921  | 1930  | 1950  | 1961  | 1970  | 1980  | 1991  | 2001  | 2011  | 2021  |
| -------------- | ----- | ----- | ----- | ----- | ----- | ----- | ----- | ----- | ----- | ----- | ----- | ----- | ----- | ----- | ----- |
| Počet obyvatel | 1 057 | 1 412 | 1 629 | 1 917 | 2 249 | 2 503 | 3 102 | 3 306 | 3 588 | 3 609 | 3 588 | 3 623 | 3 765 | 3 743 | 3 733 |
| Počet domů     | 116   | 170   | 200   | 222   | 264   | 283   | 389   | 496   | 599   | 699   | 739   | 843   | 885   | 928   | 1 061 |

## Obecní správa
Mezi lety 1869–1959 Návsí bylo obcí v okrese Český Těšín (1869–1950) (v letech 1869–1910 Těšín). V letech 1960–1993 patřila jako část města k Jablunkovu a od 1. ledna 1994 je opět samostatnou obcí.

### Obecní symboly
Znak a vlajka byly obci uděleny rozhodnutím předsedy Poslanecké sněmovny Parlamentu České republiky dne 17. října 1997.

## Doprava
V Návsí se nachází stejnojmenná železniční stanice ležící na trati Bohumín–Čadca. Dále tudy prochází silnice první třídy I/11 a silnice druhé třídy II/474.

## Pamětihodnosti
- Evangelický toleranční kostel z 19. století
- bývalá evangelická škola Emaus (čp. 47)
- venkovská usedlost čp. 148
- venkovská usedlost čp. 34
- Pomník obětem 2. světové války[12]
- výšinné opevněné místo – Hrad Návsí na ostrohu nad potokem Jasení a řekou Olší
- Přírodní památka Filipka, lokalita jalovce obecného
- Přírodní památka Rohovec, biotop lesních mravenců
- Halamova útulna - zaniklá turistická chata, která stávala v Návsí v osadě Zimný

## Sportoviště
V obci se nachází sportovní hala, která byla otevřená v roce 2022. Své domácí zápasy zde hrají florbalisté klubu FBC Coyotes Jablunkov. Cena výstavby haly činila 130 milionu Kč. Její kapacita je 204 diváků, z toho 104 k sezení, současně je zde 6 šaten. Hala splňuje parametry Českého florbalu Kategorie III. Kromě sportovního zázemí se v hale nachází knihovna a další volnočasové aktivity.

## Galerie

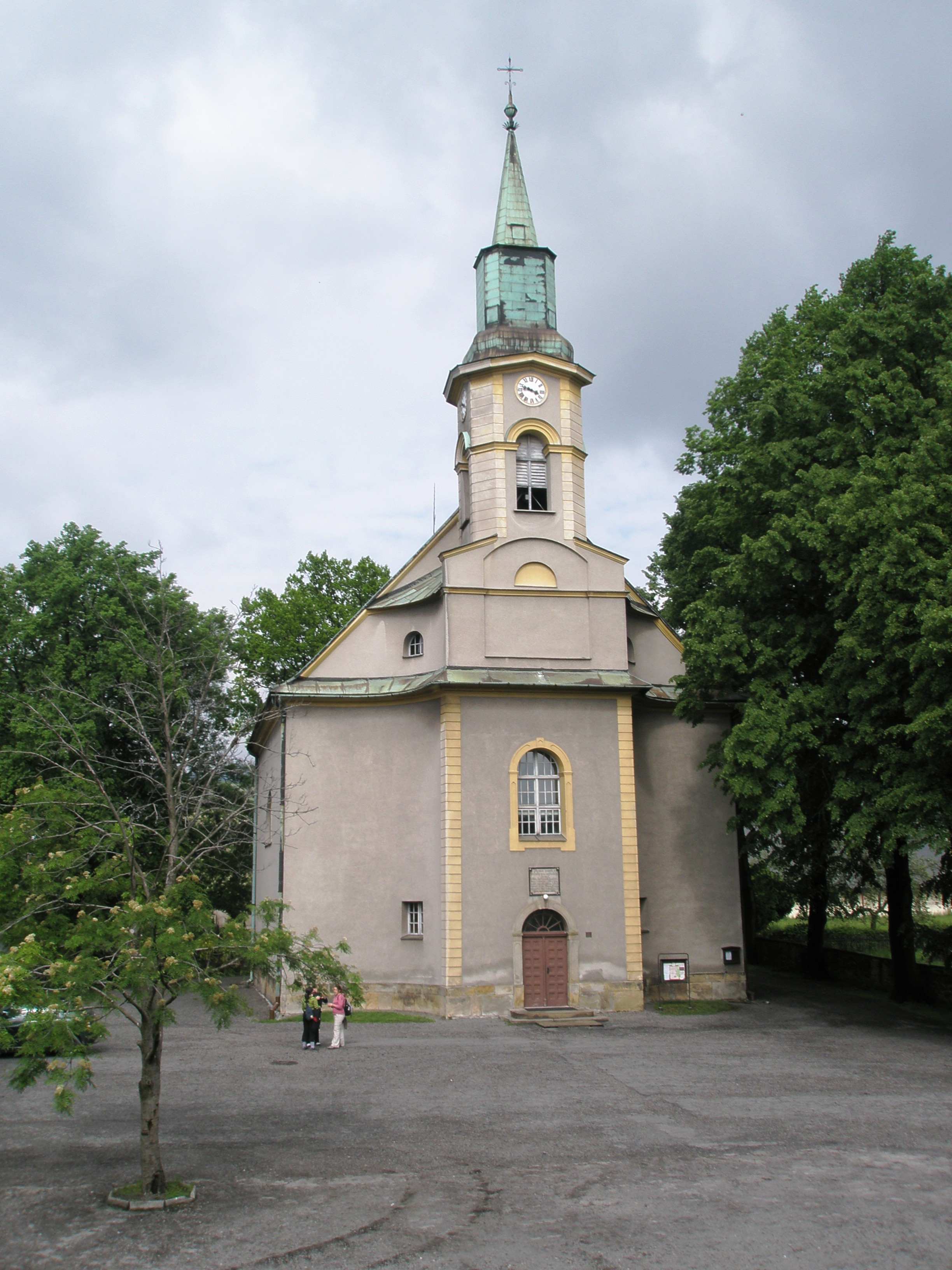
Evangelický kostel
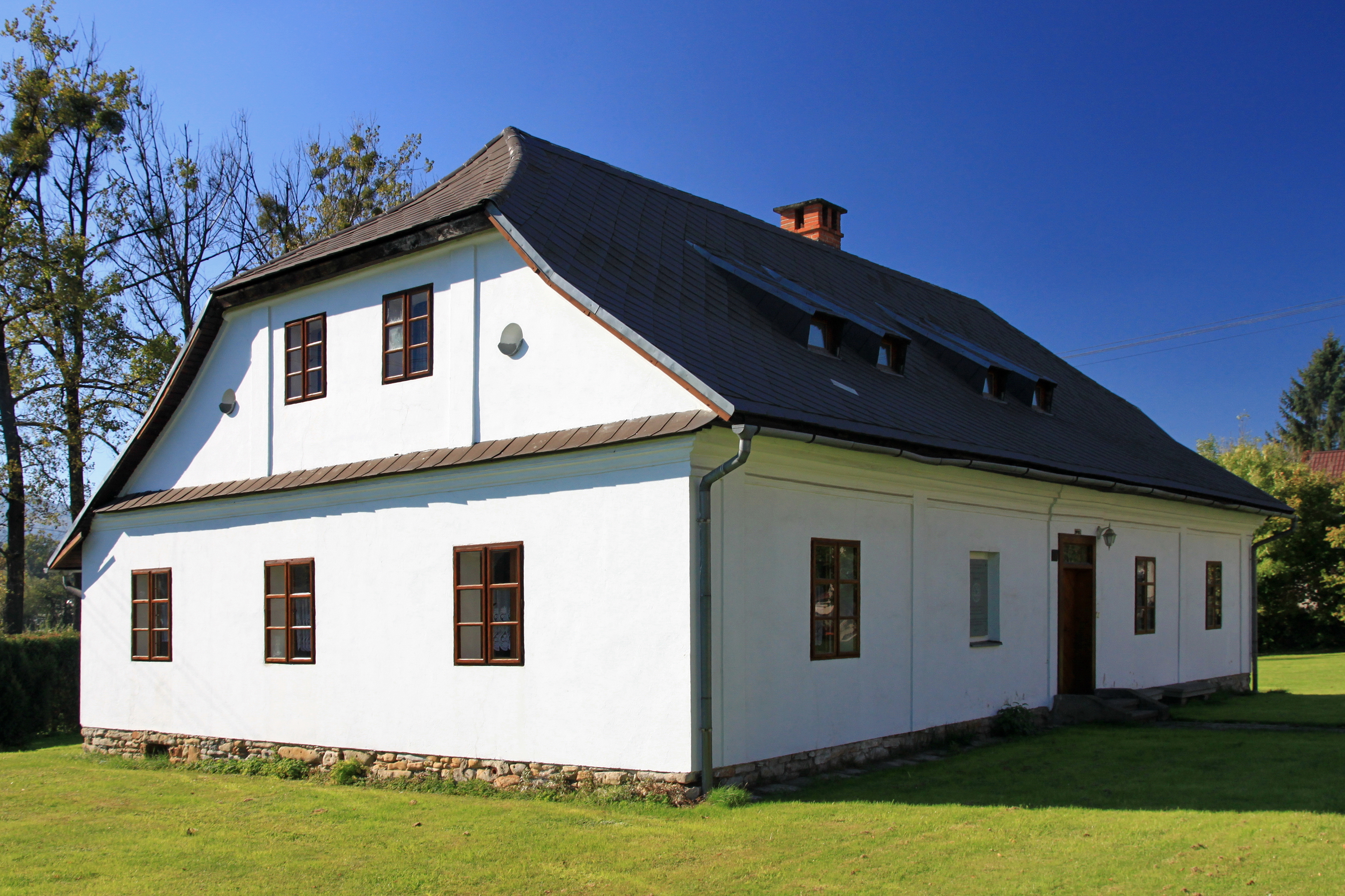
Bývalá evangelická škola
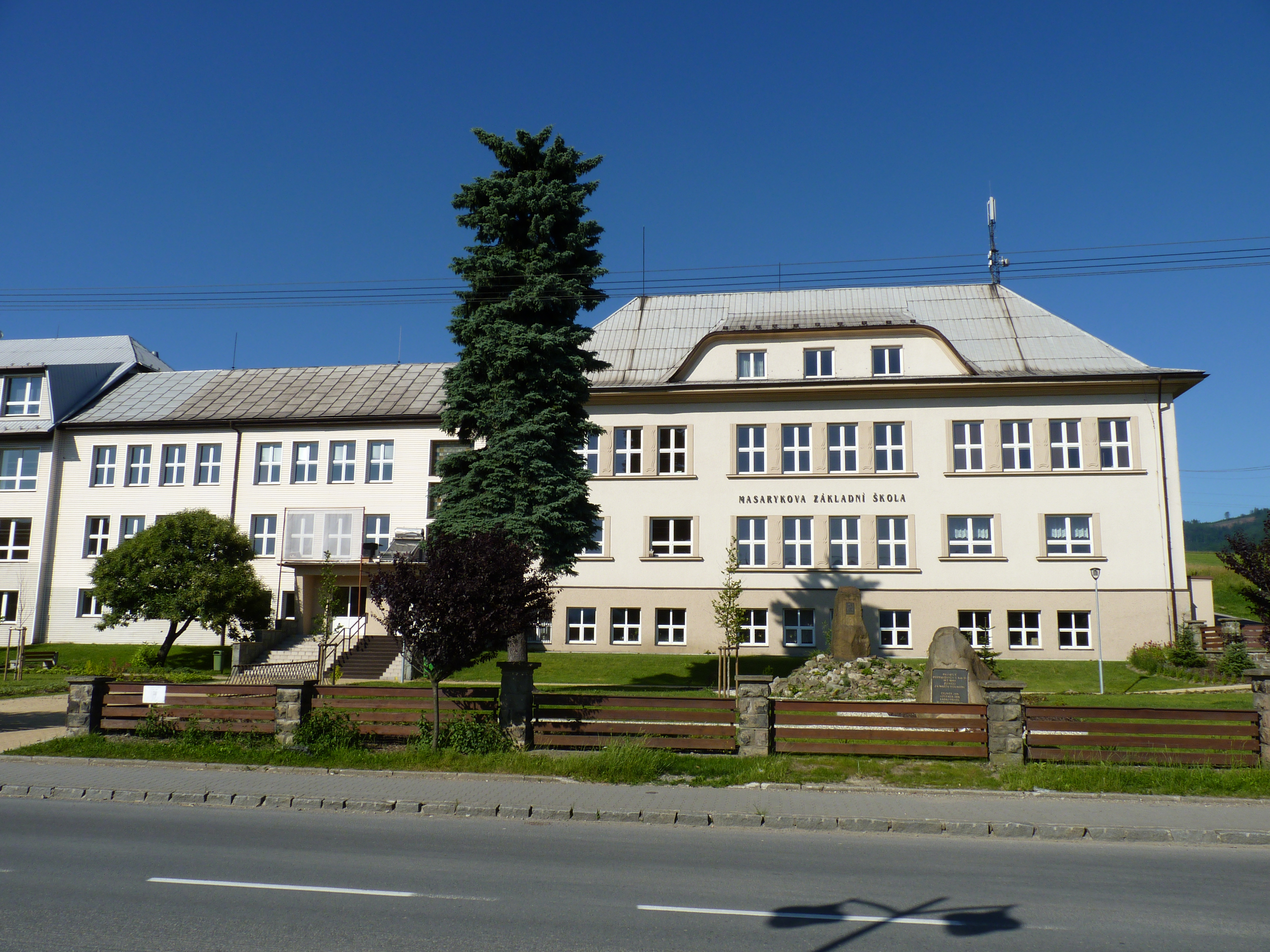
Masarykova základní škola
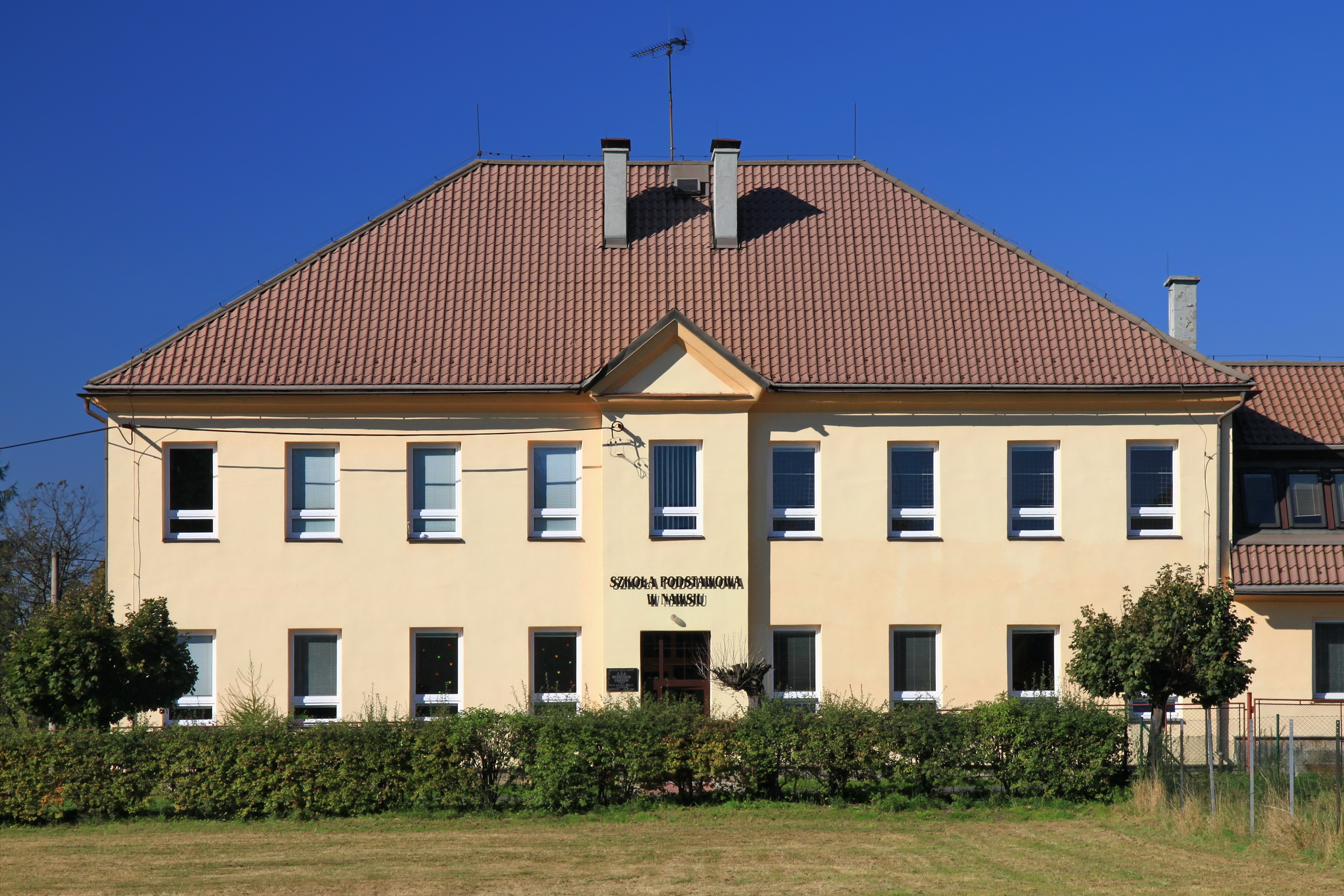
Polská základní škola
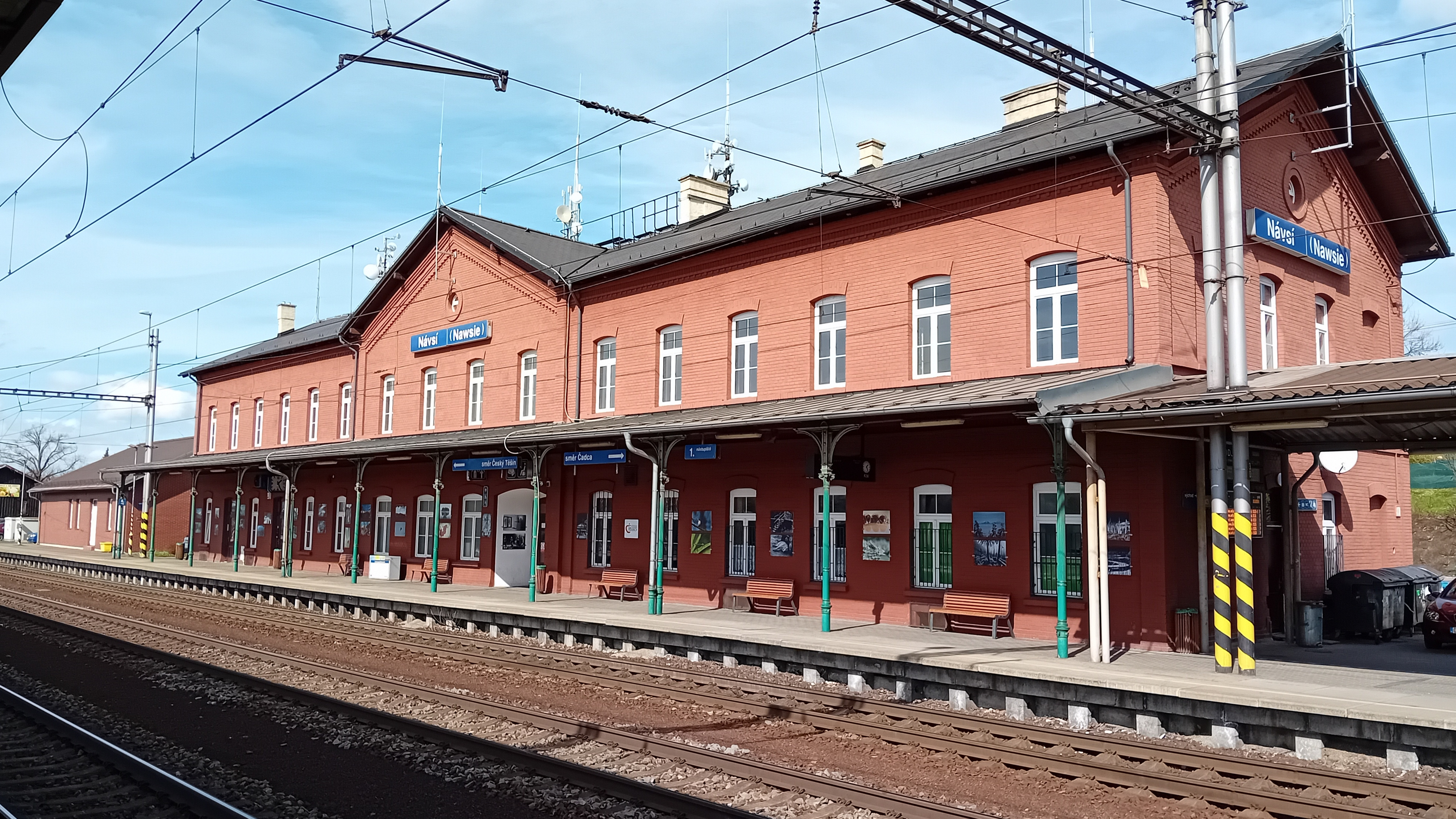
Nádraží

## Osobnosti
- Władysław Niedoba – („Jura spod Grónia“) – polský scenárista, režisér, divadelní herec a animátor společenského dění
- Franciszek Michejda – luterský duchovní (senior)
- Jan Winkler – luterský duchovní, hudebník a národní buditel
- Władysław Młynek – polský učitel, básník, spisovatel a aktivista polské menšiny na Těšínsku
- Adam Gawlas – šipkař
- Jindřich Škoda (1908-1943) - řídící učitel obecné školy v Návsí v osadě Zimný, odbojář protifašistické organizace, umučený r. 1943 v Osvětimi
- Otakar Cochlar (1909-1943) - učitel obecné školy v Návsí v osadě Zimný, člen Obrany národa, odsouzen a popraven nacisty ve Vratislavi r. 1943